# Hamilton Fish

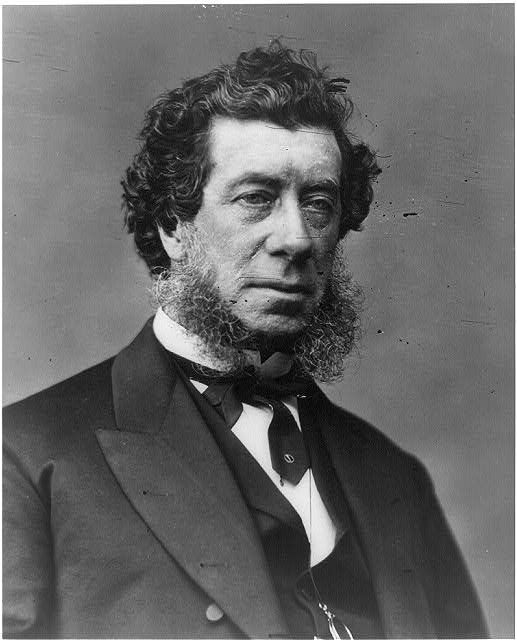
Hamilton Fish

Hamilton Fish  (* 3. August 1808 in New York City; † 7. September 1893 ebenda) war ein US-amerikanischer Politiker.

## Leben
Fish studierte am Columbia College (heute Columbia University) Rechtswissenschaft und machte sich, politisch engagiert, bald einen Namen als Jurist. Von 1843 bis 1845 war er als Mitglied der Whig Party Abgeordneter im Repräsentantenhaus der Vereinigten Staaten. 1848 war er Vizegouverneur und wurde für die Amtszeit 1849 bis 1850 zum Gouverneur des Bundesstaates New York gewählt. Von 1851 bis 1857 war er US-Senator; während dieser Zeit gingen die Whigs in der 1855 gegründeten Republikanischen Partei auf. Danach reiste er mit seiner Familie nach Europa und blieb dort bis zum Ausbruch des Bürgerkrieges im Jahre 1861.
Nach seiner Rückkehr aus Europa kaufte Fish das Anwesen Glenclyffe am Hudson River in Garrison. Er erweiterte es und bewohnte es bis zu seinem Tod. Seine Schwiegertochter „Mamie Fish“ veranstaltete berühmte Feste. Nach seinem Tod erbte sein Sohn Stuyvesant den Besitz.
Am 11. März 1869 wurde er von Präsident Ulysses S. Grant zum Außenminister der Vereinigten Staaten ernannt. Bekannt wurde Fish vor allem wegen seiner geschickten Verhandlungen in dem Konflikt mit Spanien und Großbritannien. 1871 und 1872 führte er auch die schwierigen Verhandlungen mit Großbritannien über die Alabamafrage und die Rechtmäßigkeit der an diese geknüpften indirekten Entschädigungsansprüche der USA. Es gelang Fish nicht, letztere gegenüber der britischen Regierung und dem zur Schlichtung dieses Streits aufgestellten Genfer Schiedsgericht im Januar 1872 durchzusetzen; gleichwohl erlangte er wenigstens eine Entschädigung in Höhe von 15,5 Millionen Dollar in Gold.
Nach dem Ende von Grants zweiter Amtszeit als Präsident am 4. März 1877 legte auch Fish sein Amt nieder und lebte seitdem in New York.

## Nachfahren
Fish hatte zwei Söhne: Hamilton Fish II (1848–1936) war Kongressabgeordneter, Stuyvesant Fish (1851–1923) war ab 1887 Präsident der Eisenbahngesellschaft Illinois Central Railroad. Sein Enkel Hamilton Fish III (1888–1991) und sein Urenkel Hamilton Fish IV (1926–1996) waren ebenfalls Kongressabgeordnete.